# قطع صخرة دازو
قطع صخرة دازو (بالصينية: 大足石刻) وهي سلسلة من القطع المنحوتة والثماثيل تعود إلى القرن السابع الميلادي وهي مواقع دينية للديانات البوذية والكونفوشية والطاوية، مُدرجة ضمن مواقع التراث العالمي، يحوي هذا الموقع العديد من التماثيل الأثرية تصل لحوالي 50 ألف تمثال مختلفة الحجم، وهي عبارة عن تماثيل لأشخاص مع تواجد نقوش فيها، هذا الموقع يقع في تشونغتشينغ في مقاطعة دازو في جمهورية الصين الشعبية، تبعد هذه المنطقة 60 كلم غرب المناطق الحضارية في الصين.

## معرض صور

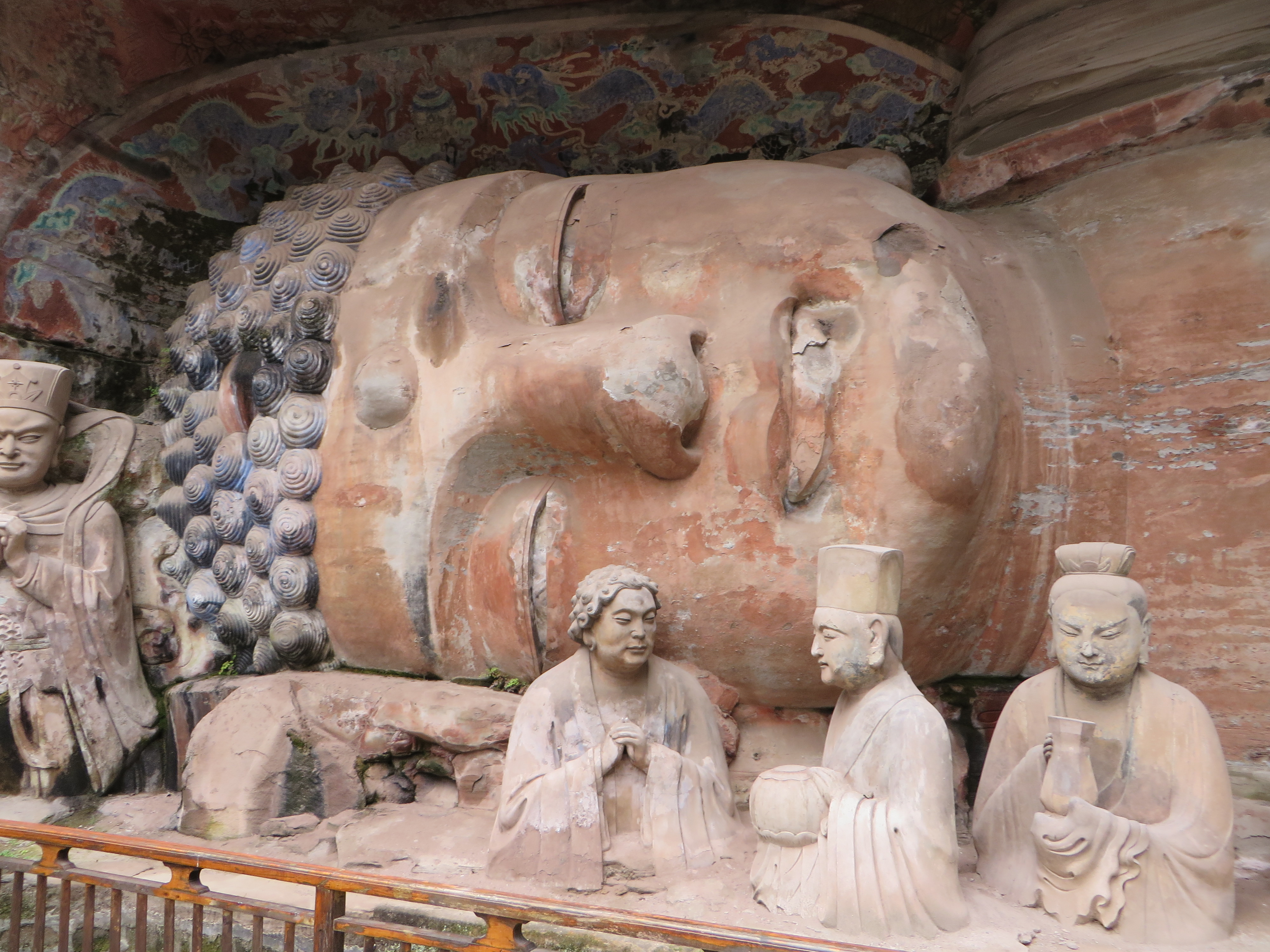
بوذا مستلق، منحوتات صخرية دازو
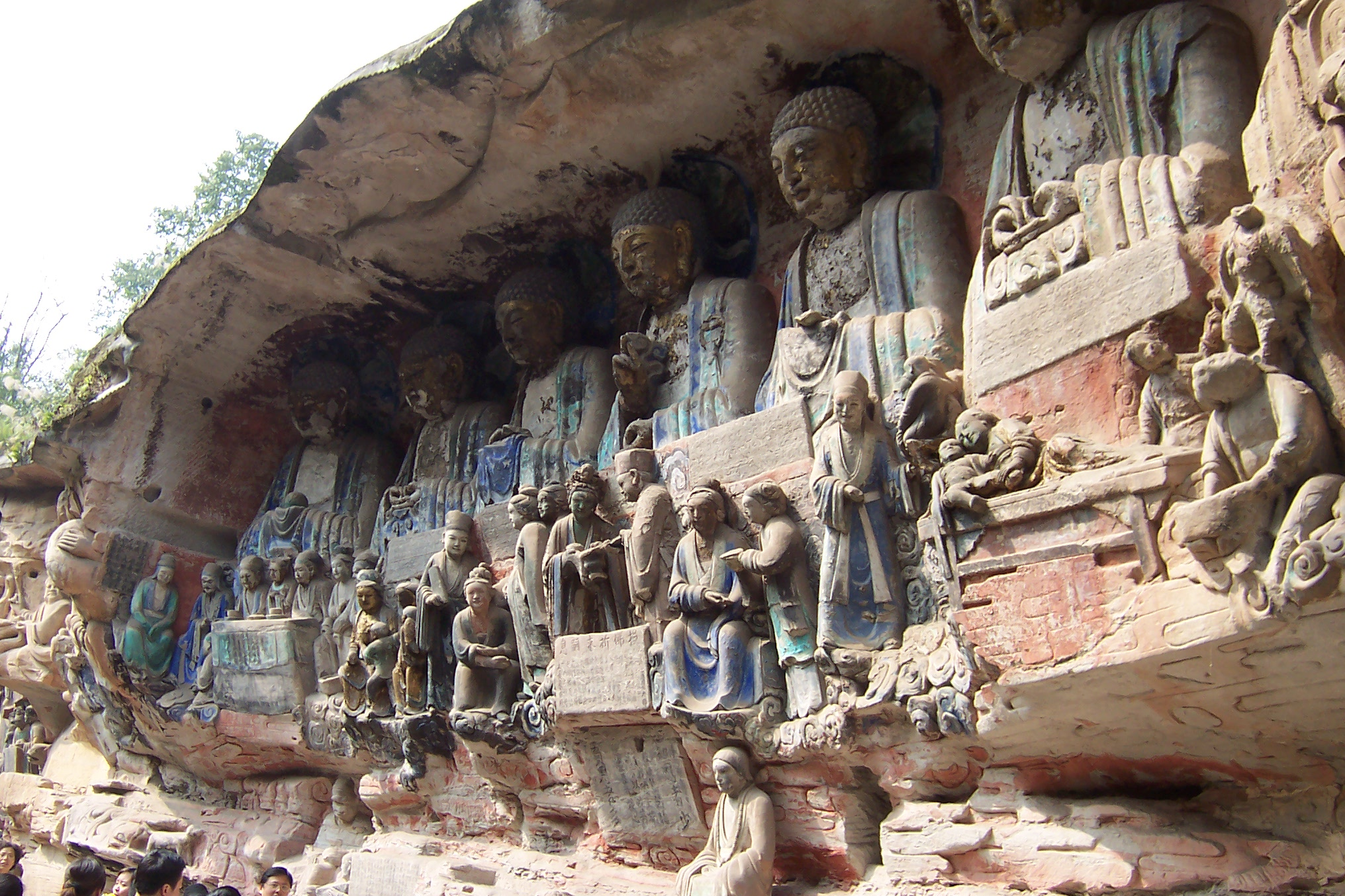
منحوتات صخرية دازو باودينغ بوذا
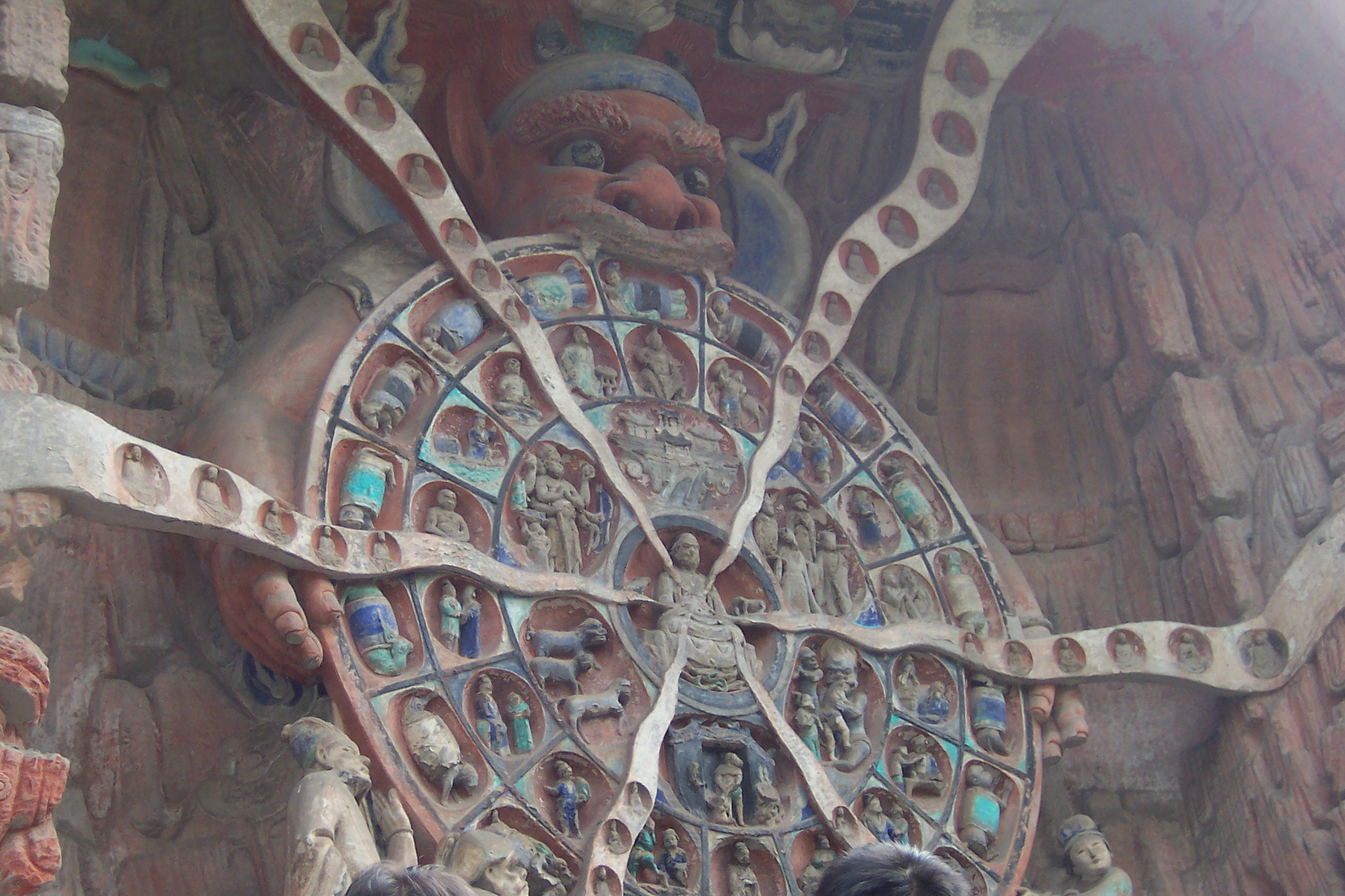
نحت صخري 2
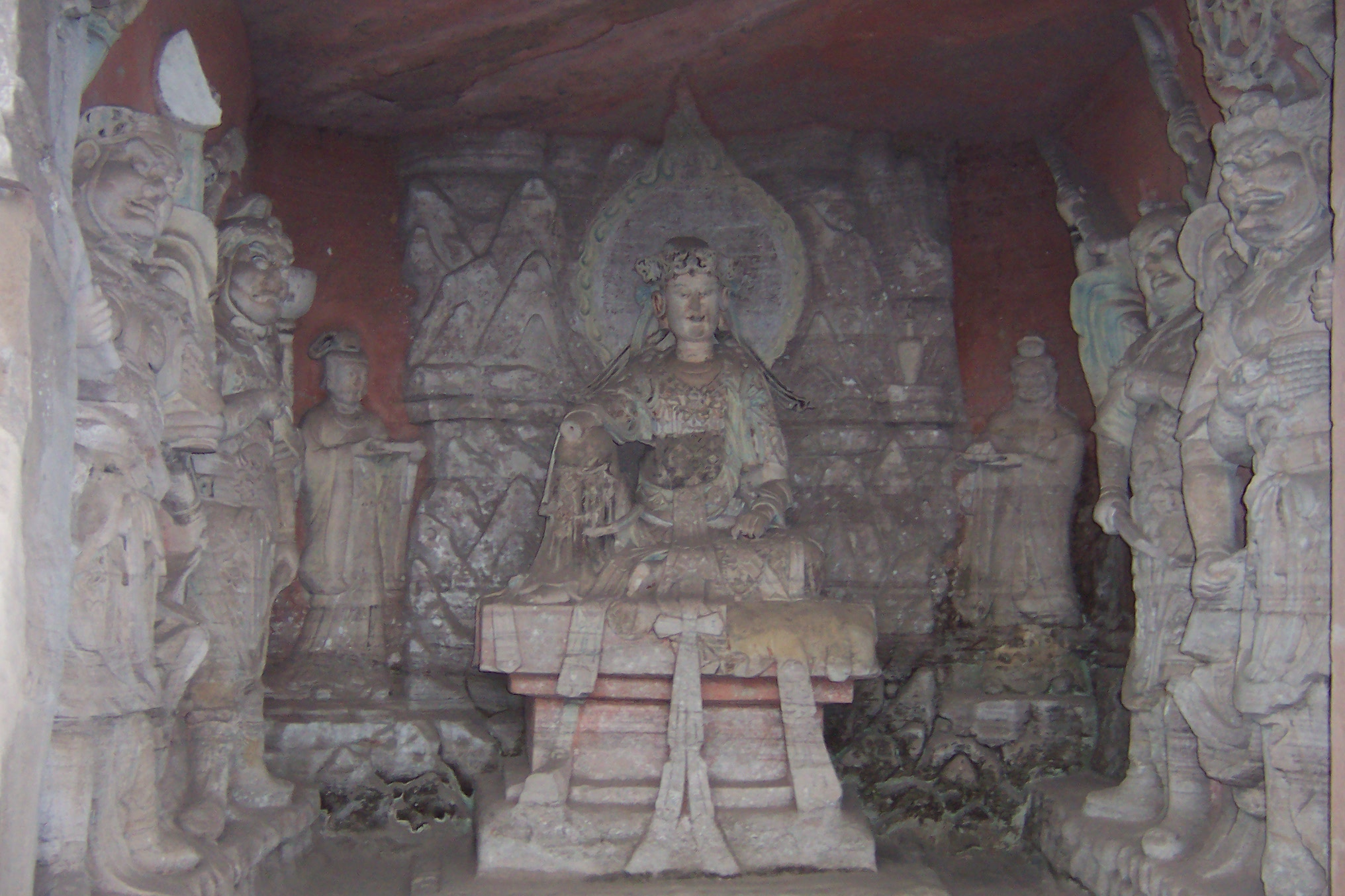
منحوتات صخرية دازو بيشان
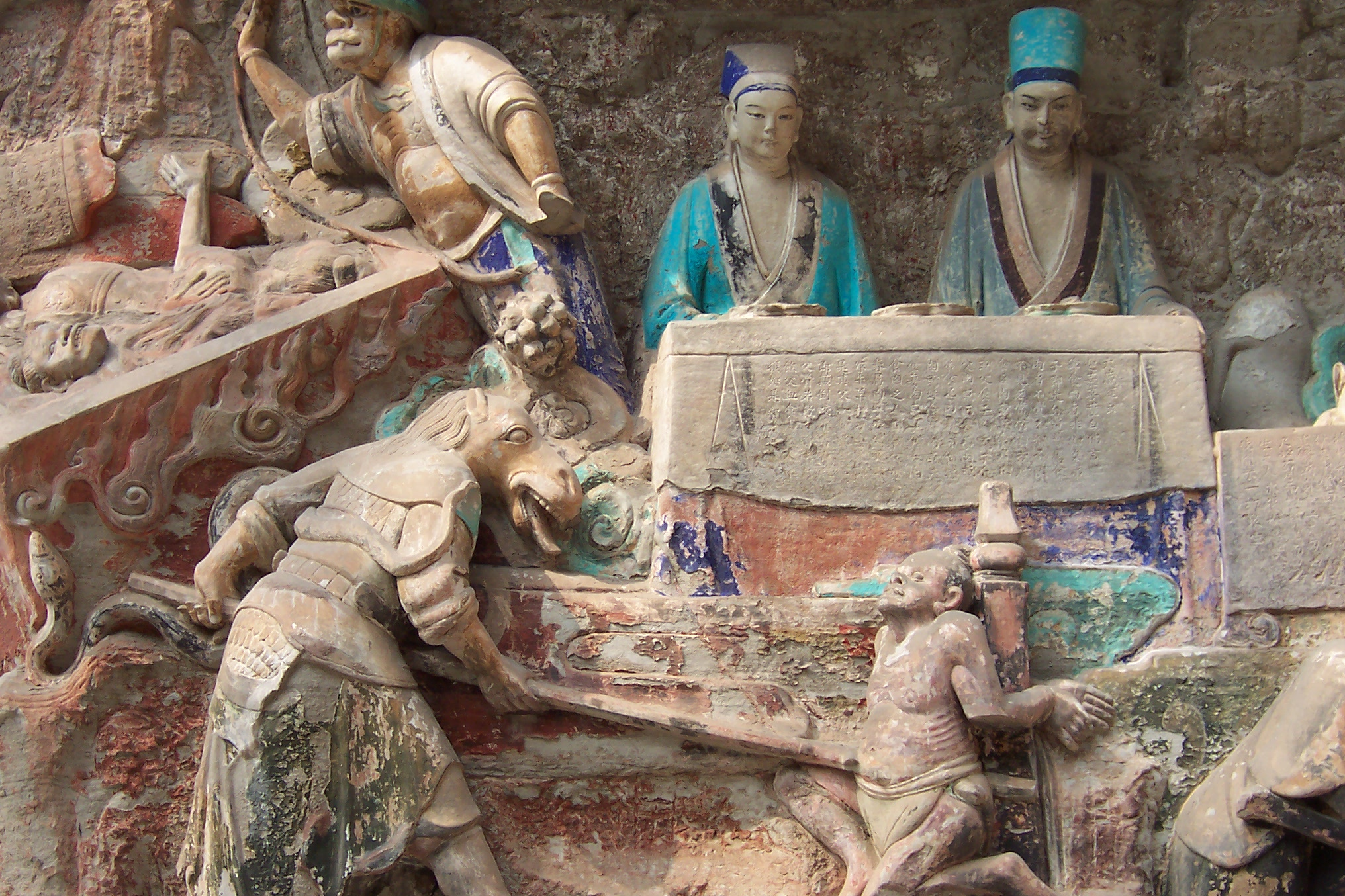
نحت صخري للشياطين صخور دازو